# Matsuura Atsushi (1981)
Atsushi Matsuura (sinh ngày 28 tháng 12 năm 1981) là một cầu thủ bóng đá người Nhật Bản.

## Sự nghiệp câu lạc bộ
Atsushi Matsuura đã từng chơi cho Tokushima Vortis.